# Michał (Jovanović)
Michał, imię świeckie Miloje Jovanović (ur. 19 sierpnia 1826 w Sokobanji, zm. 5 lutego 1898) – serbski biskup prawosławny, metropolita belgradzki w latach 1859–1881 i ponownie od 1891 do 1898 r. Od 1879 r. był zarazem zwierzchnikiem autokefalicznego Serbskiego Kościoła Prawosławnego z jurysdykcją obejmującą Księstwo, a następnie Królestwo Serbii.

## Życiorys
Syn Milovana i Mariji Jovanoviciów. Ukończył gimnazjum w Negotinie, a następnie seminarium duchowne w Belgradzie. Wykazał się szczególnymi zdolnościami, a jego naukę wspierał najpierw biskup timocki Dosyteusz, a następnie metropolita belgradzki Piotr. On również skierował go na dalszą naukę do Rosji, na Kijowską Akademię Duchowną, w 1846 r. W roku uzyskania dyplomu magistra teologii, tj. 29 marca 1853 r., Miloje Jovanović został postrzyżony na mnicha w ławrze Kijowsko-Pieczerskiej, przyjmując imię zakonne Michał, a następnie przyjął kolejno święcenia diakońskie i kapłańskie z rąk metropolity kijowskiego Filareta (odpowiednio 12 i 16 kwietnia 1853 r.). W 1854 r. hieromnich Michał wrócił do Belgradu i przez krótki czas był wykładowcą seminarium duchownego w Belgradzie. Jeszcze w październiku tego samego roku został wybrany na biskupa šabackiego, 11 października honorowo podniesiony do godności archimandryty, zaś 14 października 1854 r. wyświęcony na biskupa w soborze św. Michała Archanioła w Belgradzie. 

### Metropolita belgradzki (1859–1881)
W 1859 r. metropolita belgradzki Piotr wskutek konfliktu z księciem serbskim Miłoszem został faktycznie zmuszony do złożenia urzędu. 25 lipca tego samego roku na jego następcę wybrany został biskup Michał. Chociaż hierarcha popierał rządy dynastii Obrenoviciów w Księstwie Serbskim, w kolejnych latach wielokrotnie popadał w spory z władzami świeckimi, protestując przeciwko ingerencjom w funkcjonowanie Cerkwi. Do przyjętego w 1862 r. prawa o władzy cerkiewnej odnosił się negatywnie. Wspierał rozwój cerkiewnych szkół i podnoszenie poziomu wykształcenia duchowieństwa, sam opracował podręczniki teologii dogmatycznej, eklezjologii i hermeneutyki biblijnej. W 1860 r. wydał zbiór homilii, napisał również nabożeństwa do świętych Cyryla i Metodego, Stefana Piperskiego i Piotra Cetyńskiego.       
W latach 1860–1861 był członkiem Komitetu Serbsko-Bośniackiego, który planował organizację zbrojnego powstania w pozostającej pod panowaniem tureckim Bośni.       
20 października 1879 r., w związku z uznaniem samodzielności Księstwa Serbii na kongresie berlińskim, patriarcha konstantynopolitański Joachim IV nadał metropolii belgradzkiej status autokefalicznego Serbskiego Kościoła Prawosławnego, obejmującego jurysdykcją terytorium królestwa (Serbowie żyjący w Austro-Węgrzech nadal pozostawali wiernymi Metropolii Karłowickiej, również w pełni samodzielnej).

### Usunięcie z urzędu, emigracja i powrót
W 1881 r. metropolita Michał został zmuszony do odejścia z urzędu – jego prorosyjskie poglądy i wspieranie duchowieństwa serbskiego w okupowanej przez Austro-Węgry Bośni, z funduszy kierowanych do Serbii przez rosyjskie komitety słowiańskie były w konflikcie z proaustriacką polityką księcia Milana. 18 października Michał został pozbawiony urzędu ukazem książęcym i przeniesiony w stan spoczynku bez emerytury. Dwa kolejne lata spędził w swoim domu w Belgradzie, po czym został zmuszony do wyjazdu z Serbii.
W 1883 r. metropolita Michał wyjechał początkowo do Konstantynopola, następnie do Jerozolimy, Ruse i Bukaresztu, a w drugiej połowie roku ostatecznie dotarł do Kijowa. Do Serbii powrócił po abdykacji Milana w 1889 r. i wstąpieniu na tron króla Aleksandra. Przeciwko jego powrotowi bezskutecznie protestował ambasador austro-węgierski w Belgradzie.  
W 1891 r., po śmierci metropolity belgradzkiego Teodozjusza, Michał ponownie został zwierzchnikiem Serbskiego Kościoła Prawosławnego. Urząd sprawował do śmierci w 1898 r. Został pochowany w soborze katedralnym w Belgradzie.